# 5e division d'infanterie (Pologne)
La  5e Division d'Infanterie est une des divisions d'infanterie de l'armée polonaise durant la Seconde Guerre mondiale.

## Théâtres d'opérations
- 1er septembre au 6 octobre 1939 : Campagne de Pologne
- 1943 : reconstituée au Moyen-Orient avec les éléments de l'Armée Anders évacuée d'URSS, elle formera la 5e Division des Confins (Kresowa), au sein du Deuxième corps polonais.
- 1944 : elle participe à la Campagne d'Italie.